# شل سوندوال
شِـل سوندْوال (سوئدی: Kjell Sundvall؛ ‏ ۳۱ مارس ۱۹۵۳) کارگردان فیلم و تهیه‌کننده فیلم اهل سوئد است. وی از سال ۱۹۷۷ میلادی تاکنون مشغول فعالیت بوده‌است.
از فیلم‌هایی که وی در آن‌ها نقش داشته است، می‌توان به شکارچیان اشاره نمود.